# Alexander Wipprecht

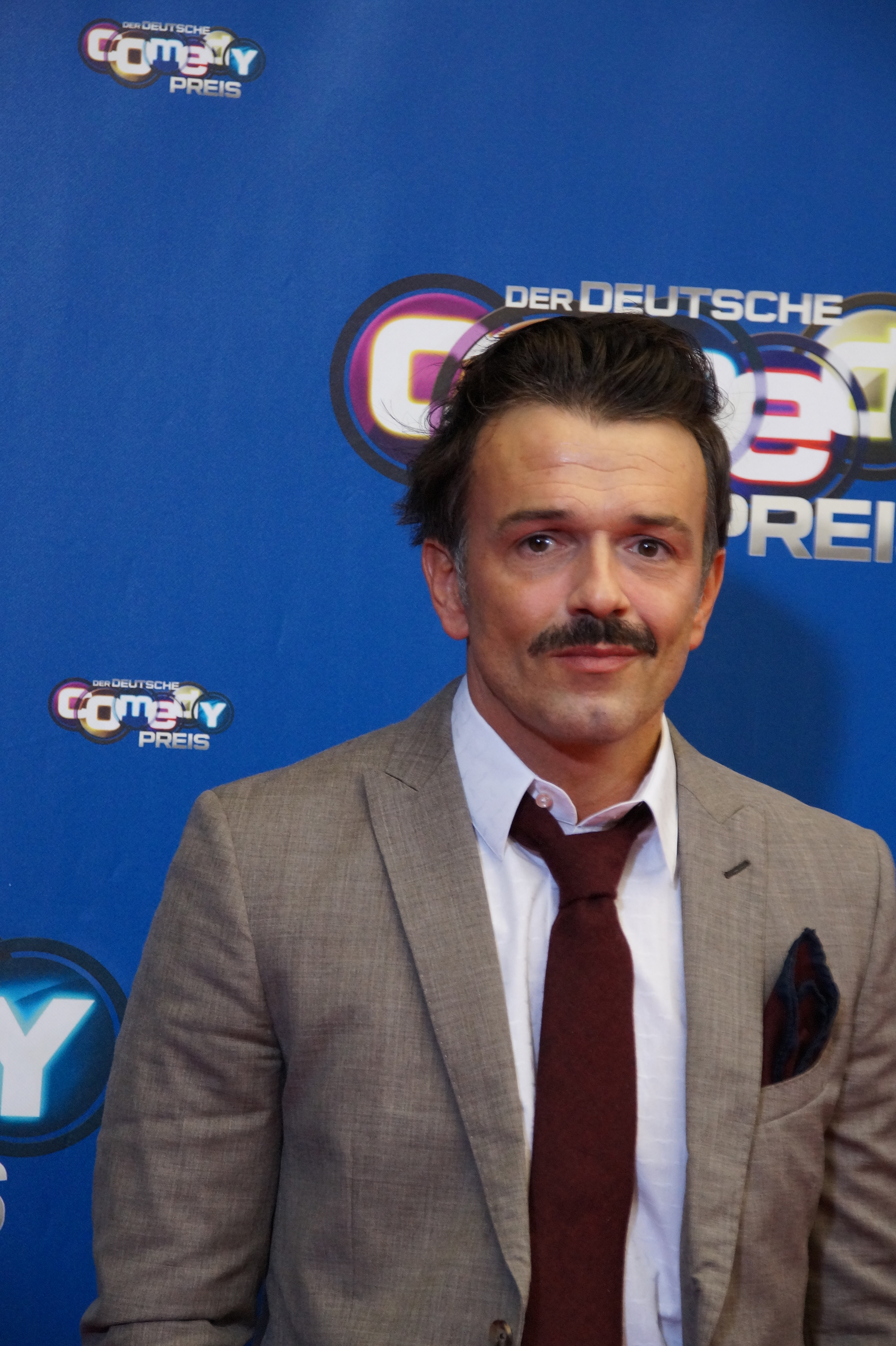
Alexander Wipprecht (2016)

Alexander Wipprecht (* 12. August 1976 in Düsseldorf) ist ein deutscher Schauspieler und Moderator.

## Leben
Alexander Wipprecht absolvierte seine Schauspielausbildung von 1997 bis 2001 an der Schauspielschule „Theater Der Keller“ in Köln.
Seit 2000 hatte er Gastengagements an diversen Theatern in Deutschland, u. a. am Schauspielhaus Hamburg, an den Hamburger Kammerspielen, am Ernst Deutsch Theater in Hamburg, am Schauspielhaus Köln und am Rheinischen Landestheater Neuss. Am Theater arbeitete er mit Regisseuren wie Pia Gehle (Hamburg/Köln), Sabine Karasch (Ernst-Deutsch-Theater), Sylvia Richter (Rheinisches Landestheater Neuss), Hansjörg Utzerath (Rheinisches Landestheater Neuss), Sewan Latchinian, Johannes Kaetzler und Rüdiger Burbach (Ernst-Deutsch-Theater).
2004 trat er am Rheinischen Landestheater Neuss in Seán O’Caseys Theaterstück Purpurstaub auf. Im Kindermusical Ristorante Allgro des Musikprojekts Sternschnuppe der Künstler Werner Meier und Margit Sarholz verkörpert er seit 2011 den italienischen Chefkoch Renato Gelato. 2014 war er gemeinsam mit Max Gertsch, Stefan Gossler und Stephan Schill mit der „Midlife-Crisis-Revue“ Mann o Mann von Tilmann von Blomberg und Bärbel Arenz auf Tournee. In der Spielzeit 2015/16 gastierte er an der Comödie Dresden als „Der Lebenskünstler“ in der Komödie Wir sind dann mal kurz weg, ab 2022 in Die Goldfische und ab 2024 in Match me if you can. 2017 spielte er am Theater Hof den Vater in dem Ein-Personen-Stück Dschihad one-way von Bernd Plöger.
Erste Filmrollen hatte Wipprecht gleich im Anschluss an seine Ausbildung. Seit 2005 übernahm er regelmäßig auch verschiedene Rollen im Fernsehen, wo er auch in mehreren Comedy-Formaten (Anke, Mein Leben & Ich, jerks.) mitwirkte. Von 2014 bis 2016 gehörte er zum festen Ensemble der Comedyserie Die unwahrscheinlichen Ereignisse im Leben von … z. B. Nora Tschirner, Carolin Kebekus oder Hugo Egon Balder, wo er als „urkomisches“ und „wandelbares“ Mitglied des Ensembles in fiktiven Szenen des Lebens der Promis zu sehen war. Im Kino wirkte er u. a. in Filmen von Tom Tykwer und Katrin Gebbe mit, im Fernsehen drehte er unter der Regie von Thorsten Näter, Lars Becker, Bodo Schwarz, Thomas Jauch und Axel Barth.
Alexander Wipprecht spielte in zahlreichen Fernsehserien mit, u. a. in Lindenstraße (2001), SOKO Köln (2006), Post Mortem (2007–2008, als Kriminalkommissar Christoph Täubrich), Countdown – Die Jagd beginnt (2012) und Einstein (2018). Im Mai 2018 war Wipprecht in der ARD-Fernsehserie In aller Freundschaft – Die jungen Ärzte in einer Episodenhauptrolle zu sehen; er verkörperte den Patienten Paul Schneider, der mit seiner Noch-Ehefrau (Luise Helm) einen heftigen „Rosenkrieg“ führt. In der 2. Staffel der ZDF-Krimiserie SOKO Hamburg (2019) übernahm er eine Episodenhauptrolle als beliebter Deutschlehrer Tom Dückers. In der 9. Staffel der ARD-Familienserie Familie Dr. Kleist (2019) übernahm er eine Episodenrolle als Vater eines 15-jährigen Mädchens, der von seiner Noch-Ehefrau getrennt lebt. Im 40. Film der ZDF-Fernsehreihe mit Filmen nach Motiven von Katie Fforde mit dem Titel Für immer Mama (2020) spielte Wipprecht die männliche Hauptrolle, den sympathischen Taxifahrer und Poetry-Slammer Marc Bloom. In der 2. Staffel der TV-Serie In aller Freundschaft – Die Krankenschwestern (2021) spielte er eine Episodenhauptrolle als sympathischer Hypochondrie-Patient Paul Kühn.
Ende 2016 moderierte er gemeinsam mit Jörg Draeger beim Spartensender RTL Nitro die Neuauflage der Strip-Show Tutti Frutti. Seit Herbst 2018 tritt Wipprecht regelmäßig als Ensemblemitglied in der ZDF-Nachrichtensatire heute-show auf.
Wipprecht, der auch als Synchronsprecher arbeitet, lebt in Hamburg.

## Filmografie (Auswahl)
- 2000: Der Krieger und die Kaiserin (Kinofilm)
- 2001: Anke: Anke, Männer zeigen keine Gefühle (Fernsehserie, eine Folge)
- 2001: Mein Leben & Ich: Die Liste (Fernsehserie, eine Folge)
- 2001: Lindenstraße (Fernsehserie, Seriennebenrolle)
- 2005: LiebesLeben: Heul doch! (Fernsehserie, eine Folge)
- 2006: SOKO Köln: Die Rache der Elfen (Fernsehserie, eine Folge)
- 2007–2008: Post Mortem (Fernsehserie, Seriennebenrolle)
- 2010: Nachtschicht – Das tote Mädchen (Fernsehreihe)
- 2011: Nachtschicht – Reise in den Tod (Fernsehreihe)
- 2012: Countdown – Die Jagd beginnt: Die Polizistin (Fernsehserie, eine Folge)
- 2013: Tore tanzt (Kinofilm)
- 2014–2016: Die unwahrscheinlichen Ereignisse im Leben von … (Comedyserie)
- 2014: Tatort: Mord ist die beste Medizin (Fernsehreihe)
- 2018: Einstein: Dr. Rössler (Fernsehserie, eine Folge)
- 2018: jerks. (Comedyserie)
- 2018: In aller Freundschaft – Die jungen Ärzte: Späte Einsicht (Fernsehserie, eine Folge)
- 2018: Technically Single (Webserie, eine Folge)
- 2019: SOKO Hamburg: Herr Dückers (Fernsehserie, eine Folge)
- 2019: Familie Dr. Kleist: Eiszeit (Fernsehserie, eine Folge)
- 2020: Rentnercops: Die Agentur (Fernsehserie, eine Folge)
- 2020: Wahrheit oder Lüge (Fernsehfilm)
- 2020: Katie Fforde: Für immer Mama (Fernsehreihe)
- 2021: In aller Freundschaft – Die Krankenschwestern: Todesangst (Fernsehserie, eine Folge)
- 2021: In Wahrheit: In einem anderen Leben (Fernsehreihe)
- 2022: Malibu – Ein Zelt für drei (Fernsehreihe)
- 2022: Die Kanzlei: Fehlfarben (Fernsehserie, eine Folge)
- 2022: Over & Out (Kinofilm)
- 2022: Sarah Kohr – Irrlichter (Fernsehreihe)
- 2023: Notruf Hafenkante: Der letzte Tanz (Fernsehserie, eine Folge)
- 2024: Unter anderen Umständen: Dominiks Geheimnis (Fernsehreihe)
- 2024: Helen Dorn: Todesmut (Fernsehreihe)
- 2024: Dein perfektes Jahr (Fernsehfilm)
- 2024: Rentnercops: Ist das Kunst oder kann das weg? (Fernsehserie, eine Folge)
- 2024: Hallo Spencer – Der Film (Fernsehfilm)
- 2025: WaPo Elbe: Bumerang (Fernsehserie, eine Folge)